# Nuno Gomes
Nuno Gomes, all'anagrafe Nuno Miguel Soares Pereira Ribeiro OIH (Amarante, 5 luglio 1976), è un dirigente sportivo ed ex calciatore portoghese, di ruolo attaccante, assistente del settore internazionale del Benfica.

## Caratteristiche tecniche
Giocava da centravanti, dichiarando di avere Fernando Gomes (ex calciatore del Porto) come punto di riferimento.

## Carriera

### Giocatore

#### Club

Nuno Gomes alla Fiorentina nel campionato 2001-2002

La sua carriera prese avvio nel Boavista, dove si mise particolarmente in luce per la vena realizzativa. All'età di 21 anni fu acquistato dal Benfica, confermando la sua prolificità sotto rete. Nel 2000 firmò invece con la Fiorentina, venendo chiamato a sostituire Gabriel Batistuta. Segnò il primo gol nel campionato italiano alla seconda presenza, contribuendo alla vittoria per 2-1 contro la Reggina. Al termine della prima stagione in viola si aggiudicò la Coppa Italia, realizzando – tra l'altro – la rete decisiva nella finale di ritorno con il Parma. I toscani disputarono quindi la Supercoppa nazionale, arrendendosi per 3-0 alla Roma.
Il campionato successivo fu invece caratterizzato dalla crisi finanziaria che travolse la società, circostanza poi sfociata nel fallimento. A metà stagione, il portoghese (insieme ad altri compagni di squadra) chiese formalmente la rescissione del contratto al club. Nuno Gomes fece quindi ritorno al Benfica, spendendovi il decennio a venire. Nel 2011, ormai trentacinquenne, passò al Braga; conclusa l'esperienza nel campionato lusitano, giocò per un anno al Blackburn Rovers prima di ritirarsi.

#### Nazionale
Ha fatto parte della nazionale portoghese dal 1996 al 2011, partecipando a tre europei e due mondiali. Si impose all'attenzione generale durante il campionato d'Europa 2000 nel quale, partito come teorica riserva, segnò invece un gol decisivo contro l'Inghilterra; nei quarti di finale mise poi a referto una doppietta contro la Turchia. I lusitani conclusero la propria corsa in semifinale, cedendo alla Francia: a causa degli incidenti avvenuti dopo la gara, l'UEFA comminò una squalifica di 7 mesi al calciatore.
Archiviato senza sussulti il campionato del mondo 2002, durante il campionato d'Europa 2004 ospitato proprio dal Portogallo segnò, alla Spagna, il gol che permise ai rossoverdi di accedere alla seconda fase; i padroni di casa capitolarono in finale, di fronte alla rivelazione rappresentata dalla Grecia. Prese poi parte al campionato del mondo 2006, chiuso dai lusitani al quarto posto. Disputò infine il campionato d'Europa 2008, segnando un gol alla Germania.

### Dopo il ritiro
A seguito dell'addio all'attività agonistica, dichiarato nella primavera 2014, è divenuto dirigente del Benfica.
Nel marzo 2019, l'UEFA lo ha nominato tra gli ambasciatori del campionato d'Europa 2020.

## Statistiche

### Presenze e reti nei club
| Stagione          | Squadra           | Campionato        | Campionato | Campionato | Coppe nazionali | Coppe nazionali | Coppe nazionali | Coppe continentali | Coppe continentali | Coppe continentali | Altre coppe | Altre coppe | Altre coppe | Totale | Totale |
| Stagione          | Squadra           | Comp              | Pres       | Reti       | Comp            | Pres            | Reti            | Comp               | Pres               | Reti               | Comp        | Pres        | Reti        | Pres   | Reti   |
| ----------------- | ----------------- | ----------------- | ---------- | ---------- | --------------- | --------------- | --------------- | ------------------ | ------------------ | ------------------ | ----------- | ----------- | ----------- | ------ | ------ |
| 1994-1995         | Boavista          | PD                | 17         | 1          | CP              | 2               | 0               | CU                 | 4                  | 1                  | -           | -           | -           | 21     | 2      |
| 1995-1996         | Boavista          | PD                | 28         | 7          | CP              | 2               | 1               | -                  | -                  | -                  | -           | -           | -           | 30     | 8      |
| 1996-1997         | Boavista          | PD                | 34         | 15         | CP              | 5               | 4               | CU                 | 6                  | 2                  | -           | -           | -           | 45     | 21     |
| Totale Boavista   | Totale Boavista   | Totale Boavista   | 79         | 23         |                 | 9               | 5               |                    | 10                 | 3                  |             | -           | -           | 98     | 31     |
| 1997-1998         | Benfica           | PD                | 33         | 18         | CP              | 6               | 4               | CU                 | 1                  | 0                  | -           | -           | -           | 40     | 22     |
| 1998-1999         | Benfica           | PD                | 34         | 24         | CP              | 2               | 3               | UCL                | 7                  | 7                  | -           | -           | -           | 43     | 34     |
| 1999-2000         | Benfica           | PL                | 34         | 18         | CP              | 2               | 1               | CU                 | 5                  | 1                  | -           | -           | -           | 41     | 20     |
| 2000-2001         | Fiorentina        | A                 | 30         | 9          | CI              | 3               | 4               | CU                 | 0                  | 0                  | -           | -           | -           | 33     | 13     |
| 2001-2002         | Fiorentina        | A                 | 23         | 5          | CI              | 1               | 0               | CU                 | 6                  | 2                  | SI          | 1           | 0           | 31     | 7      |
| Totale Fiorentina | Totale Fiorentina | Totale Fiorentina | 53         | 14         |                 | 4               | 4               |                    | 6                  | 2                  |             | 1           | 0           | 65     | 20     |
| 2002-2003         | Benfica           | PL                | 27         | 9          | CP              | 1               | 0               | -                  | -                  | -                  | -           | -           | -           | 28     | 9      |
| 2003-2004         | Benfica           | PL                | 21         | 7          | CP              | 3               | 0               | UCL+CU             | 0+5                | 5                  | -           | -           | -           | 29     | 12     |
| 2004-2005         | Benfica           | PL                | 23         | 7          | CP              | 5               | 2               | CU                 | 6                  | 3                  | -           | -           | -           | 34     | 12     |
| 2005-2006         | Benfica           | PL                | 29         | 15         | CP              | 4               | 1               | UCL                | 8                  | 0                  | SP          | 1           | 1           | 43     | 18     |
| 2006-2007         | Benfica           | PL                | 23         | 7          | CP              | 5               | 2               | UCL+CU             | 8+6                | 3+1                | -           | -           | -           | 41     | 13     |
| 2007-2008         | Benfica           | PL                | 23         | 7          | CP+CdL          | 5+0             | 2               | UCL+CU             | 7+1                | 1+0                | -           | -           | -           | 36     | 9      |
| 2008-2009         | Benfica           | PL                | 24         | 7          | CP+CdL          | 1+2             | 0+1             | CU                 | 6                  | 1                  | -           | -           | -           | 34     | 9      |
| 2009-2010         | Benfica           | PL                | 13         | 3          | CP+CdL          | 2+2             | 0               | UEL                | 6                  | 1                  | -           | -           | -           | 23     | 4      |
| 2010-2011         | Benfica           | PL                | 6          | 4          | CP+CdL          | 1+1             | 0+1             | UCL+UEL            | 0                  | 0                  | SP          | 0           | 0           | 8      | 5      |
| Totale Benfica    | Totale Benfica    | Totale Benfica    | 290        | 126        |                 | 42              | 17              |                    | 68                 | 23                 |             | 1           | 1           | 401    | 167    |
| 2011-2012         | Braga             | PL                | 20         | 5          | CP+CdL          | 2+2             | 0               | UEL                | 5                  | 1                  | -           | -           | -           | 29     | 6      |
| 2012-2013         | Blackburn         | FLC               | 18         | 4          | FACup+CdL       | 2+0             | 0               | -                  | -                  | -                  | -           | -           | -           | 20     | 4      |
| Totale carriera   | Totale carriera   | Totale carriera   | 460        | 172        |                 | 61              | 26              |                    | 89                 | 29                 |             | 2           | 1           | 612    | 228    |

### Cronologia presenze e reti in nazionale
| Cronologia completa delle presenze e delle reti in nazionale ― Portogallo | Cronologia completa delle presenze e delle reti in nazionale ― Portogallo | Cronologia completa delle presenze e delle reti in nazionale ― Portogallo | Cronologia completa delle presenze e delle reti in nazionale ― Portogallo | Cronologia completa delle presenze e delle reti in nazionale ― Portogallo | Cronologia completa delle presenze e delle reti in nazionale ― Portogallo | Cronologia completa delle presenze e delle reti in nazionale ― Portogallo | Cronologia completa delle presenze e delle reti in nazionale ― Portogallo |
| Data                                                                      | Città                                                                     | In casa                                                                   | Risultato                                                                 | Ospiti                                                                    | Competizione                                                              | Reti                                                                      | Note                                                                      |
| ------------------------------------------------------------------------- | ------------------------------------------------------------------------- | ------------------------------------------------------------------------- | ------------------------------------------------------------------------- | ------------------------------------------------------------------------- | ------------------------------------------------------------------------- | ------------------------------------------------------------------------- | ------------------------------------------------------------------------- |
| 24-1-1996                                                                 | Parigi                                                                    | Francia                                                                   | 3 – 2                                                                     | Portogallo                                                                | Amichevole                                                                | -                                                                         |                                                                           |
| 19-2-1997                                                                 | Atene                                                                     | Grecia                                                                    | 0 – 0                                                                     | Portogallo                                                                | Amichevole                                                                | -                                                                         |                                                                           |
| 7-6-1997                                                                  | Porto                                                                     | Portogallo                                                                | 2 – 0                                                                     | Albania                                                                   | Qual. Mondiali 1998                                                       | -                                                                         |                                                                           |
| 19-8-1998                                                                 | Ponta Delgada                                                             | Portogallo                                                                | 2 – 1                                                                     | Mozambico                                                                 | Amichevole                                                                | -                                                                         |                                                                           |
| 10-10-1998                                                                | Porto                                                                     | Portogallo                                                                | 0 – 1                                                                     | Romania                                                                   | Qual. Euro 2000                                                           | -                                                                         |                                                                           |
| 10-2-1999                                                                 | Amsterdam                                                                 | Paesi Bassi                                                               | 0 – 0                                                                     | Portogallo                                                                | Amichevole                                                                | -                                                                         |                                                                           |
| 31-3-1999                                                                 | Vaduz                                                                     | Liechtenstein                                                             | 0 – 5                                                                     | Portogallo                                                                | Qual. Euro 2000                                                           | -                                                                         |                                                                           |
| 18-8-1999                                                                 | Oeiras                                                                    | Portogallo                                                                | 4 – 0                                                                     | Andorra                                                                   | Amichevole                                                                | -                                                                         |                                                                           |
| 23-2-2000                                                                 | Charleroi                                                                 | Belgio                                                                    | 1 – 1                                                                     | Portogallo                                                                | Amichevole                                                                | -                                                                         |                                                                           |
| 29-3-2000                                                                 | Leiria                                                                    | Portogallo                                                                | 2 – 1                                                                     | Danimarca                                                                 | Amichevole                                                                | -                                                                         |                                                                           |
| 26-4-2000                                                                 | Reggio Calabria                                                           | Italia                                                                    | 2 – 0                                                                     | Portogallo                                                                | Amichevole                                                                | -                                                                         |                                                                           |
| 2-6-2000                                                                  | Chaves                                                                    | Portogallo                                                                | 3 – 0                                                                     | Galles                                                                    | Amichevole                                                                | -                                                                         |                                                                           |
| 12-6-2000                                                                 | Eindhoven                                                                 | Portogallo                                                                | 3 – 2                                                                     | Inghilterra                                                               | Euro 2000 - 1º turno                                                      | 1                                                                         |                                                                           |
| 17-6-2000                                                                 | Arnhem                                                                    | Romania                                                                   | 0 – 1                                                                     | Portogallo                                                                | Euro 2000 - 1º turno                                                      | -                                                                         |                                                                           |
| 20-6-2000                                                                 | Rotterdam                                                                 | Portogallo                                                                | 3 – 0                                                                     | Germania                                                                  | Euro 2000 - 1º turno                                                      | -                                                                         |                                                                           |
| 24-6-2000                                                                 | Amsterdam                                                                 | Portogallo                                                                | 2 – 0                                                                     | Turchia                                                                   | Euro 2000 - Quarti di finale                                              | 2                                                                         |                                                                           |
| 28-6-2000                                                                 | Bruxelles                                                                 | Francia                                                                   | 2 – 1 gg                                                                  | Portogallo                                                                | Euro 2000 - Semifinale                                                    | 1                                                                         |                                                                           |
| 28-2-2001                                                                 | Funchal                                                                   | Portogallo                                                                | 3 – 0                                                                     | Andorra                                                                   | Qual. Mondiali 2002                                                       | -                                                                         |                                                                           |
| 28-3-2001                                                                 | Porto                                                                     | Portogallo                                                                | 2 – 2                                                                     | Paesi Bassi                                                               | Qual. Mondiali 2002                                                       | -                                                                         |                                                                           |
| 25-4-2001                                                                 | Saint-Denis                                                               | Francia                                                                   | 4 – 0                                                                     | Portogallo                                                                | Amichevole                                                                | -                                                                         |                                                                           |
| 6-6-2001                                                                  | Lisbona                                                                   | Portogallo                                                                | 6 – 0                                                                     | Cipro                                                                     | Qual. Mondiali 2002                                                       | -                                                                         |                                                                           |
| 15-8-2001                                                                 | Faro                                                                      | Portogallo                                                                | 3 – 0                                                                     | Moldavia                                                                  | Amichevole                                                                | -                                                                         |                                                                           |
| 1-9-2001                                                                  | Lleida                                                                    | Andorra                                                                   | 1 – 7                                                                     | Portogallo                                                                | Qual. Mondiali 2002                                                       | 4                                                                         |                                                                           |
| 5-9-2001                                                                  | Larnaca                                                                   | Cipro                                                                     | 1 – 3                                                                     | Portogallo                                                                | Qual. Mondiali 2002                                                       | 1                                                                         |                                                                           |
| 6-10-2001                                                                 | Lisbona                                                                   | Portogallo                                                                | 5 – 0                                                                     | Estonia                                                                   | Qual. Mondiali 2002                                                       | 2                                                                         |                                                                           |
| 14-11-2001                                                                | Lisbona                                                                   | Portogallo                                                                | 5 – 1                                                                     | Angola                                                                    | Amichevole                                                                | 2                                                                         |                                                                           |
| 13-2-2002                                                                 | Barcellona                                                                | Spagna                                                                    | 1 – 1                                                                     | Portogallo                                                                | Amichevole                                                                | -                                                                         |                                                                           |
| 27-3-2002                                                                 | Porto                                                                     | Portogallo                                                                | 1 – 4                                                                     | Finlandia                                                                 | Amichevole                                                                | -                                                                         |                                                                           |
| 25-5-2002                                                                 | Macao                                                                     | Cina                                                                      | 0 – 2                                                                     | Portogallo                                                                | Amichevole                                                                | 1                                                                         |                                                                           |
| 5-6-2002                                                                  | Suwon                                                                     | Stati Uniti                                                               | 3 – 2                                                                     | Portogallo                                                                | Mondiali 2002 - 1º turno                                                  | -                                                                         |                                                                           |
| 14-6-2002                                                                 | Incheon                                                                   | Portogallo                                                                | 0 – 1                                                                     | Corea del Sud                                                             | Mondiali 2002 - 1º turno                                                  | -                                                                         |                                                                           |
| 7-9-2002                                                                  | Birmingham                                                                | Inghilterra                                                               | 1 – 1                                                                     | Portogallo                                                                | Amichevole                                                                | -                                                                         |                                                                           |
| 20-11-2002                                                                | Braga                                                                     | Portogallo                                                                | 2 – 0                                                                     | Scozia                                                                    | Amichevole                                                                | -                                                                         |                                                                           |
| 2-4-2003                                                                  | Losanna                                                                   | Portogallo                                                                | 1 – 0                                                                     | Macedonia                                                                 | Amichevole                                                                | -                                                                         |                                                                           |
| 30-4-2003                                                                 | Eindhoven                                                                 | Paesi Bassi                                                               | 1 – 1                                                                     | Portogallo                                                                | Amichevole                                                                | -                                                                         |                                                                           |
| 19-11-2003                                                                | Leiria                                                                    | Portogallo                                                                | 8 – 0                                                                     | Kuwait                                                                    | Amichevole                                                                | 3                                                                         |                                                                           |
| 31-3-2004                                                                 | Braga                                                                     | Portogallo                                                                | 1 – 2                                                                     | Italia                                                                    | Amichevole                                                                | -                                                                         |                                                                           |
| 28-4-2004                                                                 | Coimbra                                                                   | Portogallo                                                                | 2 – 2                                                                     | Svezia                                                                    | Amichevole                                                                | 1                                                                         |                                                                           |
| 29-5-2004                                                                 | Agueda                                                                    | Portogallo                                                                | 3 – 0                                                                     | Lussemburgo                                                               | Amichevole                                                                | 1                                                                         |                                                                           |
| 5-6-2004                                                                  | Setúbal                                                                   | Portogallo                                                                | 4 – 1                                                                     | Lituania                                                                  | Amichevole                                                                | 1                                                                         |                                                                           |
| 12-6-2004                                                                 | Porto                                                                     | Portogallo                                                                | 1 – 2                                                                     | Grecia                                                                    | Euro 2004 - 1º turno                                                      | -                                                                         |                                                                           |
| 16-6-2004                                                                 | Lisbona                                                                   | Russia                                                                    | 0 – 2                                                                     | Portogallo                                                                | Euro 2004 - 1º turno                                                      | -                                                                         |                                                                           |
| 20-6-2004                                                                 | Lisbona                                                                   | Spagna                                                                    | 0 – 1                                                                     | Portogallo                                                                | Euro 2004 - 1º turno                                                      | 1                                                                         |                                                                           |
| 24-6-2004                                                                 | Lisbona                                                                   | Portogallo                                                                | 2 – 2 dts (6 – 5 dtr)                                                     | Inghilterra                                                               | Euro 2004 - Quarti di finale                                              | -                                                                         |                                                                           |
| 30-6-2004                                                                 | Lisbona                                                                   | Portogallo                                                                | 2 – 1                                                                     | Paesi Bassi                                                               | Euro 2004 - Semifinale                                                    | -                                                                         |                                                                           |
| 4-7-2004                                                                  | Lisbona                                                                   | Portogallo                                                                | 0 – 1                                                                     | Grecia                                                                    | Euro 2004 - Finale                                                        | -                                                                         |                                                                           |
| 13-10-2004                                                                | Lisbona                                                                   | Portogallo                                                                | 7 – 1                                                                     | Russia                                                                    | Qual. Mondiali 2006                                                       | -                                                                         |                                                                           |
| 9-2-2005                                                                  | Dublino                                                                   | Irlanda                                                                   | 1 – 0                                                                     | Portogallo                                                                | Amichevole                                                                | -                                                                         |                                                                           |
| 26-3-2005                                                                 | Barcelos                                                                  | Portogallo                                                                | 4 – 1                                                                     | Canada                                                                    | Amichevole                                                                | 1                                                                         |                                                                           |
| 8-10-2005                                                                 | Aveiro                                                                    | Portogallo                                                                | 2 – 1                                                                     | Liechtenstein                                                             | Qual. Mondiali 2006                                                       | 1                                                                         |                                                                           |
| 12-10-2005                                                                | Porto                                                                     | Portogallo                                                                | 3 – 0                                                                     | Lettonia                                                                  | Qual. Mondiali 2006                                                       | -                                                                         |                                                                           |
| 12-11-2005                                                                | Coimbra                                                                   | Portogallo                                                                | 2 – 0                                                                     | Croazia                                                                   | Amichevole                                                                | -                                                                         |                                                                           |
| 15-11-2005                                                                | Belfast                                                                   | Irlanda del Nord                                                          | 1 – 1                                                                     | Portogallo                                                                | Amichevole                                                                | -                                                                         |                                                                           |
| 21-6-2006                                                                 | Gelsenkirchen                                                             | Messico                                                                   | 1 – 2                                                                     | Portogallo                                                                | Mondiali 2006 - 1º turno                                                  | -                                                                         |                                                                           |
| 8-7-2006                                                                  | Stoccarda                                                                 | Germania                                                                  | 3 – 1                                                                     | Portogallo                                                                | Mondiali 2006 - Finale 3º posto                                           | 1                                                                         |                                                                           |
| 1-9-2006                                                                  | Copenaghen                                                                | Danimarca                                                                 | 4 – 2                                                                     | Portogallo                                                                | Amichevole                                                                | -                                                                         |                                                                           |
| 6-9-2006                                                                  | Helsinki                                                                  | Finlandia                                                                 | 1 – 1                                                                     | Portogallo                                                                | Qual. Euro 2008                                                           | 1                                                                         |                                                                           |
| 7-10-2006                                                                 | Porto                                                                     | Portogallo                                                                | 3 – 0                                                                     | Azerbaigian                                                               | Qual. Euro 2008                                                           | -                                                                         |                                                                           |
| 11-10-2006                                                                | Cracovia                                                                  | Polonia                                                                   | 2 – 1                                                                     | Portogallo                                                                | Qual. Euro 2008                                                           | 1                                                                         |                                                                           |
| 15-11-2006                                                                | Coimbra                                                                   | Portogallo                                                                | 3 – 0                                                                     | Kazakistan                                                                | Qual. Euro 2008                                                           | -                                                                         |                                                                           |
| 6-2-2007                                                                  | Londra                                                                    | Portogallo                                                                | 2 – 0                                                                     | Brasile                                                                   | Amichevole                                                                | -                                                                         |                                                                           |
| 24-3-2007                                                                 | Lisbona                                                                   | Portogallo                                                                | 4 – 0                                                                     | Belgio                                                                    | Qual. Euro 2008                                                           | 1                                                                         |                                                                           |
| 28-3-2007                                                                 | Belgrado                                                                  | Serbia                                                                    | 1 – 1                                                                     | Portogallo                                                                | Qual. Euro 2008                                                           | -                                                                         |                                                                           |
| 22-8-2007                                                                 | Erevan                                                                    | Armenia                                                                   | 1 – 1                                                                     | Portogallo                                                                | Qual. Euro 2008                                                           | -                                                                         |                                                                           |
| 8-9-2007                                                                  | Lisbona                                                                   | Portogallo                                                                | 2 – 2                                                                     | Polonia                                                                   | Qual. Euro 2008                                                           | -                                                                         |                                                                           |
| 12-9-2007                                                                 | Lisbona                                                                   | Portogallo                                                                | 1 – 1                                                                     | Serbia                                                                    | Qual. Euro 2008                                                           | -                                                                         |                                                                           |
| 21-11-2007                                                                | Porto                                                                     | Portogallo                                                                | 0 – 0                                                                     | Finlandia                                                                 | Qual. Euro 2008                                                           | -                                                                         |                                                                           |
| 26-3-2008                                                                 | Düsseldorf                                                                | Grecia                                                                    | 2 – 1                                                                     | Portogallo                                                                | Amichevole                                                                | 1                                                                         |                                                                           |
| 31-5-2008                                                                 | Viseu                                                                     | Portogallo                                                                | 2 – 0                                                                     | Georgia                                                                   | Amichevole                                                                | -                                                                         |                                                                           |
| 7-6-2008                                                                  | Ginevra                                                                   | Portogallo                                                                | 2 – 0                                                                     | Turchia                                                                   | Euro 2008 - 1º turno                                                      | -                                                                         |                                                                           |
| 11-6-2008                                                                 | Ginevra                                                                   | Rep. Ceca                                                                 | 1 – 3                                                                     | Portogallo                                                                | Euro 2008 - 1º turno                                                      | -                                                                         |                                                                           |
| 19-6-2008                                                                 | Basilea                                                                   | Germania                                                                  | 3 – 2                                                                     | Portogallo                                                                | Euro 2008 - Quarti di finale                                              | 1                                                                         |                                                                           |
| 6-9-2008                                                                  | Ta' Qali                                                                  | Malta                                                                     | 0 – 4                                                                     | Portogallo                                                                | Qual. Mondiali 2010                                                       | -                                                                         |                                                                           |
| 10-9-2008                                                                 | Lisbona                                                                   | Portogallo                                                                | 2 – 3                                                                     | Danimarca                                                                 | Qual. Mondiali 2010                                                       | -                                                                         |                                                                           |
| 15-10-2008                                                                | Braga                                                                     | Portogallo                                                                | 0 – 0                                                                     | Albania                                                                   | Qual. Mondiali 2010                                                       | -                                                                         |                                                                           |
| 5-9-2009                                                                  | Copenaghen                                                                | Danimarca                                                                 | 1 – 1                                                                     | Portogallo                                                                | Qual. Mondiali 2010                                                       | -                                                                         |                                                                           |
| 10-10-2009                                                                | Lisbona                                                                   | Portogallo                                                                | 3 – 0                                                                     | Ungheria                                                                  | Qual. Mondiali 2010                                                       | -                                                                         |                                                                           |
| 7-10-2011                                                                 | Porto                                                                     | Portogallo                                                                | 5 – 3                                                                     | Islanda                                                                   | Qual. Euro 2012                                                           | -                                                                         |                                                                           |
| 11-10-2011                                                                | Copenaghen                                                                | Danimarca                                                                 | 2 – 1                                                                     | Portogallo                                                                | Qual. Euro 2012                                                           | -                                                                         |                                                                           |
| Totale                                                                    |                                                                           | Presenze                                                                  | 79                                                                        |                                                                           | Reti (5º posto)                                                           | 29                                                                        |                                                                           |

| Cronologia completa delle presenze e delle reti in nazionale ― Portogallo olimpica | Cronologia completa delle presenze e delle reti in nazionale ― Portogallo olimpica | Cronologia completa delle presenze e delle reti in nazionale ― Portogallo olimpica | Cronologia completa delle presenze e delle reti in nazionale ― Portogallo olimpica | Cronologia completa delle presenze e delle reti in nazionale ― Portogallo olimpica | Cronologia completa delle presenze e delle reti in nazionale ― Portogallo olimpica | Cronologia completa delle presenze e delle reti in nazionale ― Portogallo olimpica | Cronologia completa delle presenze e delle reti in nazionale ― Portogallo olimpica |
| Data                                                                               | Città                                                                              | In casa                                                                            | Risultato                                                                          | Ospiti                                                                             | Competizione                                                                       | Reti                                                                               | Note                                                                               |
| ---------------------------------------------------------------------------------- | ---------------------------------------------------------------------------------- | ---------------------------------------------------------------------------------- | ---------------------------------------------------------------------------------- | ---------------------------------------------------------------------------------- | ---------------------------------------------------------------------------------- | ---------------------------------------------------------------------------------- | ---------------------------------------------------------------------------------- |
| 20-7-1996                                                                          | Washington                                                                         | Portogallo olimpica                                                                | 2 – 0                                                                              | Tunisia olimpica                                                                   | Olimpiadi 1996 - 1º turno                                                          | -                                                                                  | 70’                                                                                |
| 22-7-1996                                                                          | Washington                                                                         | Argentina olimpica                                                                 | 1 – 1                                                                              | Portogallo olimpica                                                                | Olimpiadi 1996 - 1º turno                                                          | 1                                                                                  |                                                                                    |
| 30-7-1996                                                                          | Athens                                                                             | Portogallo olimpica                                                                | 0 – 2                                                                              | Argentina olimpica                                                                 | Olimpiadi 1996 - Semifinale                                                        | -                                                                                  |                                                                                    |
| 2-8-1996                                                                           | Athens                                                                             | Brasile olimpica                                                                   | 5 – 0                                                                              | Portogallo olimpica                                                                | Olimpiadi 1996 - Finale 3º posto                                                   | -                                                                                  | 46’                                                                                |
| Totale                                                                             |                                                                                    | Presenze                                                                           | 4                                                                                  |                                                                                    | Reti                                                                               | 1                                                                                  |                                                                                    |

| Cronologia completa delle presenze e delle reti in nazionale ― Portogallo under 20 | Cronologia completa delle presenze e delle reti in nazionale ― Portogallo under 20 | Cronologia completa delle presenze e delle reti in nazionale ― Portogallo under 20 | Cronologia completa delle presenze e delle reti in nazionale ― Portogallo under 20 | Cronologia completa delle presenze e delle reti in nazionale ― Portogallo under 20 | Cronologia completa delle presenze e delle reti in nazionale ― Portogallo under 20 | Cronologia completa delle presenze e delle reti in nazionale ― Portogallo under 20 | Cronologia completa delle presenze e delle reti in nazionale ― Portogallo under 20 |
| Data                                                                               | Città                                                                              | In casa                                                                            | Risultato                                                                          | Ospiti                                                                             | Competizione                                                                       | Reti                                                                               | Note                                                                               |
| ---------------------------------------------------------------------------------- | ---------------------------------------------------------------------------------- | ---------------------------------------------------------------------------------- | ---------------------------------------------------------------------------------- | ---------------------------------------------------------------------------------- | ---------------------------------------------------------------------------------- | ---------------------------------------------------------------------------------- | ---------------------------------------------------------------------------------- |
| 14-4-1995                                                                          | Al Rayyan                                                                          | Honduras under 20                                                                  | 2 – 3                                                                              | Portogallo under 20                                                                | Mondiali Under-20 1995 - 1º turno                                                  | 2                                                                                  |                                                                                    |
| 17-4-1995                                                                          | Al Rayyan                                                                          | Argentina under 20                                                                 | 0 – 1                                                                              | Portogallo under 20                                                                | Mondiali Under-20 1995 - 1º turno                                                  | -                                                                                  | 13’ 88’                                                                            |
| 20-4-1995                                                                          | Al Rayyan                                                                          | Paesi Bassi under 20                                                               | 0 – 3                                                                              | Portogallo under 20                                                                | Mondiali Under-20 1995 - 1º turno                                                  | -                                                                                  | 24’ 58’                                                                            |
| 25-4-1995                                                                          | Al Rayyan                                                                          | Brasile under 20                                                                   | 1 – 0                                                                              | Portogallo under 20                                                                | Mondiali Under-20 1995 - Semifinale                                                | -                                                                                  |                                                                                    |
| 28-4-1995                                                                          | Al Rayyan                                                                          | Portogallo under 20                                                                | 3 – 2                                                                              | Spagna under 20                                                                    | Mondiali Under-20 1995 - Finale 3º posto                                           | 2                                                                                  |                                                                                    |
| Totale                                                                             |                                                                                    | Presenze                                                                           | 5                                                                                  |                                                                                    | Reti                                                                               | 4                                                                                  |                                                                                    |

## Palmarès

### Club
- Coppa di Portogallo: 2

Boavista: 1996-1997
Benfica: 2003-2004
- Coppa Italia: 1

Fiorentina: 2000-2001
- Campionato portoghese: 2

Benfica: 2004-2005, 2009-2010
- Supercoppa di Portogallo: 1

Benfica: 2005
- Coppa di Lega portoghese: 2

Benfica: 2008-2009, 2009-2010

### Individuale
- Miglior giocatore della Supercoppa di Portogallo: 1

2005